# (22714) 1998 SR2
(22714) 1998 SR2 est un objet de la ceinture principale d'astéroïdes extérieure de 15,944 km de diamètre découvert en 1998.

## Description
(22714) 1998 SR2 a été découvert le 18 septembre 1998 à la Station Catalina, un observatoire astronomique situé dans les Monts Santa Catalina à environ 29 kilomètres au nord-est de Tucson dans l'Arizona, par le projet Catalina Sky Survey.

### Caractéristiques orbitales
L'orbite de cet astéroïde est caractérisée par un demi-grand axe de 3,20 UA, un périhélie de 2,54 UA, une excentricité de 0,21 et une inclinaison de 26,100° par rapport à l'écliptique. Du fait de ces caractéristiques, à savoir un demi-grand axe entre 3,2 et 4,6 UA, il est classé, selon la JPL Small-Body Database, comme objet de la ceinture principale d'astéroïdes extérieure.

### Caractéristiques physiques
(22714) 1998 SR2 a une magnitude absolue (H) de 12,7 et un albédo estimé à 0,063, ce qui permet de calculer un diamètre de 15,944 km.Ces résultats ont été obtenus grâce aux observations du Wide-Field Infrared Survey Explorer (WISE), un télescope spatial américain mis en orbite en 2009 et observant l'ensemble du ciel dans l'infrarouge, et publiés en 2015 dans un article présentant les résultats concernant 7 956 astéroïdes.